# Himmelkron
Himmelkron er en kommune i Landkreis Kulmbach, Regierungsbezirk Oberfranken i den tyske delstat Bayern.

## Geografi
I kommunen er der ud over Himmelkron, landsbyerne
Gössenreuth, Himmelkroner Forst og Lanzendorf

## Historie
Byen blev grundlat i 1279 med oprettelsen af cistercienserklosteret Kloster Himmelkron. I 1545 i forbindelse med reformationen blev det overtaget af markgreveerne fra Brandenburg-Bayreuth, og de byggede det om til en sommerresidens.